# HD 1263
HD1263 є хімічно пекулярною зорею спектрального класу
A1 й має видиму зоряну величину в
смузі V приблизно  8.8.
Вона знаходиться  у сузір'ї Цефея.